# Економіка Афганістану
Афганістан — аграрна країна. Частка продукції сільського господарства у ВВП близько 52,6 %, промисловості — близько 25,5 % (1990). ВВП — $ 3,1 млрд(1987). ВВП на душу населення — $155-160 (1987). Головні галузі промисловості: нафтова та газова, текстильна, хімічна, харчова, килимова. Експорт: природний газ, сухофрукти, килими, каракуль. Імпорт: машини, нафтопродукти, текстиль. Зовнішньоторговельні партнери — країни СНД, Японія, Пакистан, Чехія, Словаччина, Індія. Транспорт г.ч. автомобільний. Мережа автомобільних доріг має протяжність 21 000 км, з них 2800 км з твердим покриттям. Прокладено два газопроводи: з Туркменістану в Шінданд і з Узбекистану в Баграм. В Кабулі — міжнародний аеропорт.

## Історія
До 1930-х років промисловість в Афганістані була надто слабо розвинена. Після 1932 приватний Афганський національний банк (Банк-і-Меллі) почав будівництво ряду промислових об'єктів — бавовняної фабрики в Хумрі, цукрового заводу в Баглані і ткацької фабрики в Кандагарі.
У п'ятирічних економічних планах починаючи з 1956 акцент робився на стимулювання державного сектора. Були споруджені або модернізовані гідроенергетичні вузли в Суробаї, Хумрі, Наглу, Дарунті, Махіпарі і інш. Усього вироблялося бл. 430 млн кВт·год. електроенергії, з них приблизно 58 % на ГЕС, а 42 % — на ТЕС. Були побудовані цементні заводи в Джабаль-ус-Сіраджі і Хумрі.
У кінці 1960-х — на початку 1970-х років виникли нові галузі промислового виробництва, включаючи виробництво родзинок і випуск м'ясних консервів, текстильних виробів і виготовлення лікарських препаратів. Туризм став важливим джерелом надходження валюти, в 1978 Афганістан відвідали понад 100 тис. іноземних туристів.
Внаслідок військових дій, які тривають понад 20 останніх років економіка Афганістану прийшла в повний занепад. Приблизно третина населення покинула країну, і станом на початок XXI ст. на території Пакистану залишаються бл. 1,2 млн, а території Ірану — 1,4 млн афганських біженців. Зруйновано багато підприємств, порушені транспортні і торгові зв'язки між окремими частинами країни і іншими державами. У 1998 вся економіка країни, крім сільського господарства, залежала від транзитної торгівлі.
У 2016 р. країна стала членом СОТ.